# Anufrievia kobra
Anufrievia kobra är en insektsart som beskrevs av Sohi och Mann 1992. Anufrievia kobra ingår i släktet Anufrievia och familjen dvärgstritar. Inga underarter finns listade i Catalogue of Life.